# 彩虹小馬：小馬國女孩
《彩虹小马：坎特拉女孩》（英語：My Little Pony: Equestria Girls），臺灣東森幼幼台譯作《彩虹小馬：魔法公主》，香港now香港台譯作《小馬寶莉：小馬國少女》，為美國动画片《彩虹小馬：友情就是魔法》的系列电影。該電影與電視劇的人物較為不同，人物以相似於對應於小馬國小馬配色與個性的人類作為形象。故事銜接本篇動畫第三季結局，小馬紫悅（Twilight Sparkle）加冕成為小馬國新科公主之後的劇情，紫悅為了參加公主高峰會，與五位朋友們一同來到了水晶帝國，但是在當晚，一隻小馬偷走紫悅的皇冠，並消失在一面神奇的鏡子之後，紫悅必須穿過鏡子前往另一個世界奪回皇冠，否則和諧元素將失去所有的力量；穿過鏡子後，紫悅來到了未知的人類世界，同時變成了一位的人的女子高中生，並且在那遇到了個性與外貌都與其他五隻小馬相似的人類朋友；紫悅必須在第三個晚上月亮升至天頂前完成任務，以將兩個世界從險境中解除。

## 登場角色

### 小馬
- 紫悅（Twilight Sparkle）

配音員：美國：Tara Strong、Rebecca Shoichet（歌）
本片與本系列主角，原先是一隻薰衣草色身體的獨角獸小馬，動畫第三季尾經由宇宙公主轉變為神駒族，並獲得公主稱號，代表魔法的元素。
她喜歡閱讀，擁有出色的魔法技巧與領導能力。
在本片中，為了拿回被落日霞光盜走的皇冠而來到人類的世界，並且變成一名人類女高中生（就讀坎特拉高中）。
- 穗龍（Spike）

配音員：美國：Cathy Weseluck
是一隻紫色與綠色相間的幼龍，紫悅的助理，擔負著紫悅與宇宙公主的傳訊工作。在本片中不顧危險跟著紫悅到了人類世界，並變成一隻狗。
- 宇宙公主（Princess Celestia）

配音員：美國：Nicole Oliver
是一隻白色的神駒族，她是小馬國的最高國家統治元首，掌管白晝，受到國民的尊敬與愛戴。紫悅是她的學生，她教導紫悅許多魔法相關的知識，本片中擔任校長。
- 月亮公主（Princess Luna）

配音員：美國：Tabitha St. Germain
宇宙公主的妹妹，深藍色的神駒族，負責掌管夜晚，動畫中因小馬都在夜間就寢造成的孤單轉化為嫉妒而被黑暗力量掌控成為噩夢之月，後來被紫悅等六隻小馬用和諧水晶淨化後恢復。本片中擔任副校長。
- 蘋果嘉兒（AppleJack）

配音員：美國：Ashleigh Ball
紫悅的朋友之一，橘色身體陸馬，她代表誠實的元素，個性豪爽且真誠、樂於幫助其他小馬。
- 柔柔（Fluttershy）

配音員: 美國：Andrea Libman
紫悅的朋友之一，黃色身體飛馬，她代表善良的元素，個性羞怯、溫柔且閑靜，喜愛照顧小動物。
- 珍奇（Rarity）

配音員：美國：Tabitha St. Germain、Kazumi Evans（歌）
紫悅的朋友之一，白色身體獨角獸，她代表慷慨的元素，是小馬鎮上的流行設計師與裁縫師。
- 雲寶（Rainbow Dash）

配音員：美國：Ashleigh Ball
紫悅的朋友之一，天藍色身體，彩虹條紋鬃毛尾巴的飛馬，她非常勇敢且有自信，但也性急且自負，有著比其他飛馬更快的速度，她代表忠誠的元素。
- 碧琪（Pinkie Pie）

配音員: 美國：Andrea Libman
紫悅的朋友之一，淡粉色身體，深粉色鬃毛尾巴的陸馬，個性活潑。在劇中紫悅回到小馬世界之後，完整的說出她在人類世界的經歷，不過她自己說是亂猜的，她代表歡樂的元素。
- 落日霞光（Sunset Shimmer）

配音員：美國：Rebecca Shoichet
本片終極大反派，後悔改
本片的主要反派，她是橙色身體，火紅色棕毛的獨角獸，原先是宇宙公主的學生，但因過於躁進由未能繼續學習，後來穿過鏡子變身為人類躲在人類世界。原先她的個性卑劣且野心勃勃，她偷走了紫悅的皇冠，意圖控制人類軍團入侵小馬國，最後並化身成惡魔，但她因為缺少「友情的魔法」而無法使用和諧元素的力量，最後被紫悅與人類朋友以和諧元素制服。後來依然待在人類世界並改過向善，目前無代表元素。

### 坎特拉高中（Canterlot High School）
是本片的主要舞台，人類世界的一所高中，名字取自小馬國的首府坎特拉城。這裡的師生個性與膚色均與小馬國居民的對應小馬接近（膚色沿用小馬的毛色，一說為避免種族方面的設定，不過有部分角色經過微調），甚至連名字都相同。紫悅在這遇見了五名人類朋友：蘋果嘉兒、柔柔、珍奇、碧琪、雲寶。她們五個人因為被落日霞光的技倆挑撥而逐漸疏遠，後來在紫悅的幫助下解開誤會，重新成為好友。
- 蘋果嘉兒(人類)（AppleJack）

配音員：美國：Ashleigh Ball
橘色皮膚，帶牛仔帽的女生，和小馬世界的蘋果嘉兒一樣，個性直爽真誠。
因為和誠實的元素產生共鳴而獲得變身的能力
- 柔柔(人類)（Fluttershy）

配音員: 美國：Andrea Libman
淡黃色皮膚的女生，個性膽小羞怯。十分關心流浪動物，經常在校園發放保護動物的傳單。
因為和善良的元素產生共鳴而獲得變身的能力
- 珍奇(人類)（Rarity）

配音員：美國：Tabitha St. Germain、Kazumi Evans（歌）
白皮膚紫髮的女生，和小馬世界的珍奇一樣喜愛服裝設計。
因為和慷慨的元素產生共鳴而獲得變身的能力
- 雲寶(人類)（Rainbow Dash）

配音員：美國：Ashleigh Ball
藍皮膚彩紅色頭髮，男孩子氣的女生，運動萬能，是校內所有運動社團的社長。
因為和忠誠的元素產生共鳴而獲得變身的能力
- 碧琪(人類)（Pinkie Pie）

配音員: 美國：Andrea Libman
粉紅色膚色的女生，個性活潑又無厘頭，在校內負責活動的規畫。在劇中完整的猜中的紫悅的身分與來到人類世界的經過(而也準確說中水晶預備學院中的人類紫悅)
因為和歡笑的元素產生共鳴而獲得變身的能力
- 宇宙校長 （Principal Celestia）

配音員：美國：Nicole Oliver
坎特拉高中的校長，是膚色與宇宙公主相近的女子。
- 月亮副校長 （Vice-principal Luna）

配音員：美國：Tabitha St. Germain
坎特拉高中的副校長，是宇宙校長的妹妹。
- 小淘氣、蝸蝸（Snips & Snails）

配音員：美國：Lee Tockar(Snips)、Richard Ian Cox(Snails)
落日霞光的兩名手下，對應小馬世界的同名角色小淘氣、蝸蝸，傻里傻氣的兩人在片中總是協助落日霞光做些卑鄙的技倆，但其實本性不壞，最後隨著落日霞光的改過向善下，與落日霞光一起改過向善。
- 閃電衛兵（Flash Sentry）

配音員：美國：Vincent Tong
橘膚深藍髮色的男生，本片的重要角色。一開始攙扶了不小心撞到他而跌倒的紫悅，似乎對紫悅很有好感，經常幫助紫悅等人，在害羞尷尬的時候似乎很容易撞到牆。片中紫悅原先被落日霞光的造假照片給誣賴，是他找到證據還了紫悅清白。
曾經跟落日交往但後來分手了。落日在《彩虹搖滾》中表明自己當初其實不是真心喜歡閃電只是利用他來搶人氣。
小馬世界的對應角色也有在片中登場，是隻橙色，深藍色鬃毛的飛馬，是水晶帝國的一名守衛，片中也兩度攙扶了撞到他的小馬紫悅。第二次的時候紫悅臉紅了，但不確定是因為紫悅喜歡人類的他還是飛馬的他。

### 背景角色
在劇中有許多和小馬世界對應的角色做為背角角色出現過，外觀上的顏色多半和小馬世界裡的體色相近。
- 蘋果麗麗（Apple Bloom）

配音員：美國：Michelle Creber
在小馬世界裡是蘋果嘉兒的妹妹，人類世界裡的她是坎特拉高中的學生之一，在劇中並未多作描寫。
- 史卡特（Scootaloo）

配音員：美國：Madeleine Peters
蘋果麗麗和貝兒的朋友，在劇中並未多作描寫。
- 貝兒（Sweetie Belle）

配音員：美國：Claire Corlett、Michelle Creber（歌）
在小馬世界裡是珍奇的妹妹，人類世界裡的她是坎特拉高中的學生之一，在劇中並未多作描寫。
- 蒂亞拉（Diamond Tiara）

配音員：美國：Chantal Strand
坎特拉高中的學生之一，和銀湯匙是朋友。
- 銀湯匙（Sliver Spoon）

配音員：美國：Shannon Chan-Kent
坎特拉高中的學生之一，和蒂亞拉是朋友。
- 崔西（Trixie Lulamoon）

配音員：美國：Kathleen Barr
坎特拉高中的學生，個性與她的對應小馬一樣驕傲，第一人稱的用語不是「我」而是「神奇又偉大的崔西（Great and Powerful Trixie，其中Trixie會拉長音）」。
- 麥托什（Big Macintosh）

配音員：美國：Peter New
劇中的背景角色之一，和小馬世界的麥托什一樣有“沒錯”（Eeyup）的口頭禪。
- 史密夫婆婆（Granny Smith）

配音員：美國：Tabitha St. Germain
劇中出現過的背角角色之一，似乎是坎特拉高中學生餐廳的負責人。
- 小呆/馬芬（Derpy Hooves/Muffins）

配音員：美國：Tabitha St. Germain
坎特拉高中的學生之一，和小馬世界的她一樣有著眼睛左右不對稱的特徵。
- 黑膠刷盤（Vinyl Scratch）

又名DJ Pon-3，坎特拉高中的學生之一，個性奔放的電子音樂DJ，紫色太陽眼鏡和散亂毛髮是其最突出的特徵。

## 原聲帶
| 曲序     | 曲目                                 | 词曲                              | Performer(s)              | 时长  |
| -------- | ------------------------------------ | --------------------------------- | ------------------------- | ----- |
| 1.       | Opening Titles (Remix)               | Daniel Ingram and Lauren Faust    | Rebecca Shoichet          | 1:29  |
| 2.       | Equestria Girls (Cafeteria Song)     | Daniel Ingram and Meghan McCarthy | The Main Six and Ensemble | 2:53  |
| 3.       | Time to Come Together                | Daniel Ingram and Meghan McCarthy | The Main Six and Ensemble | 2:08  |
| 4.       | This Is Our Big Night (Full Version) | Daniel Ingram and Meghan McCarthy | The Main Six              | 2:03  |
| 5.       | A Friend for Life                    | Daniel Ingram                     | Jerrica Santos            | 2:26  |
| 总时长： | 总时长：                             | 总时长：                          | 总时长：                  | 11:33 |

## 續集
- 《彩虹小馬:小马国女孩2-彩虹摇滚》（2014）
- 《彩虹小馬:小马国女孩3-友谊竞赛》（2015）
- 《彩虹小馬:小馬國女孩4-永恆自由傳奇》（2016）

## 外部連結
- 官方网站
- 互联网电影数据库（IMDb）上《My Little Pony: Equestria Girls》的资料（英文）
- 爛番茄上《彩虹小馬：小馬國女孩》的資料（英文）
- Metacritic上《My Little Pony: Equestria Girls》的資料（英文）